# کانسی (دوره)

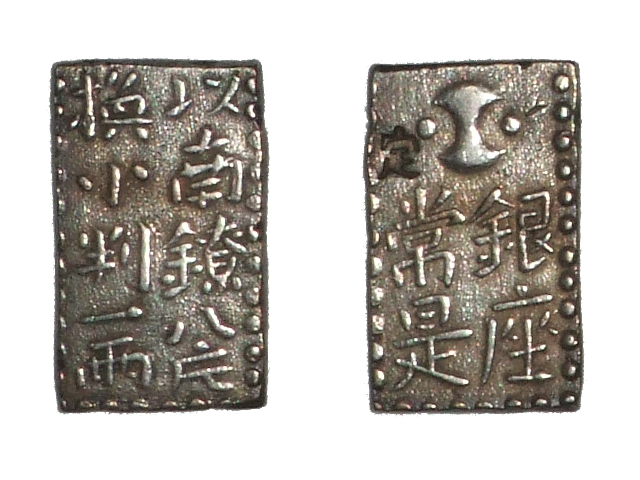
پول دوران کانسی

کانسی (به ژاپنی: 寛政 Kansei) نام عصر ژاپنی در دوره ادو بود. این دوره بعد از تنمی و قبل از کیووا بود. این دوره از ژانویه ۱۷۸۹ تا فوریه ۱۸۰۱ میلادی ادامه داشت. در این دوره امپراتور کوکاکو امپراتور ژاپن بود.